# Czerwonka (powiat kolski)
Czerwonka – wieś w Polsce położona w województwie wielkopolskim, w powiecie kolskim, w gminie Chodów.
| SIMC    | Nazwa       | Rodzaj    |
| ------- | ----------- | --------- |
| 0281884 | Dzięgielewo | część wsi |

Do 1953 roku miejscowość była siedzibą władz gminy Rdutów, a w latach 1953–1954 – gminy Czerwonka. W latach 1975–1998 miejscowość administracyjnie należała do województwa konińskiego.